# فيليسيا سبنسر
فيليسيا دون سبنسر (بالإنجليزية: Felicia Dawn Spencer؛ مواليد 20 نوفمبر 1990) هي مُقاتلة فنون قتالية مختلطة كندية مُعتزلة.

## وصلات خارجية
- فيليسيا سبنسر على موقع يو إف سي (الإنجليزية)
- فيليسيا سبنسر على موقع شيردوغ (الإنجليزية)
- فيليسيا سبنسر على موقع Tapology.com (الإنجليزية)
- فيليسيا سبنسر على موقع IMDb (الإنجليزية)